# فرانک لوکمن
فرانک لوکمن (انگلیسی: Frank Lukeman; ۲۰ ژوئن ۱۸۸۵ – ۲۶ دسامبر ۱۹۴۶) ورزشکار دو و میدانی اهل کانادا بود.
وی در مسابقات کشوری و بین‌المللی در مجموع برندهٔ ۱ مدال برنز شده‌است.